# MLT-3

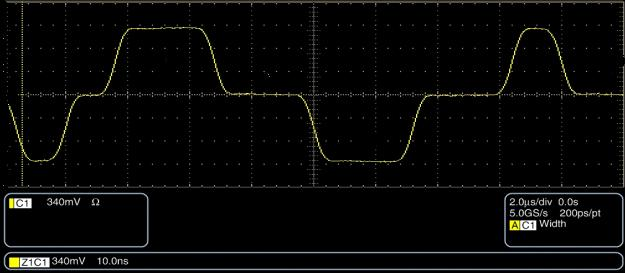
Segnale di una Ethernet 100BASE-T vista all'oscilloscopio

MLT-3 è un sistema di codifica del segnale usato nelle telecomunicazioni che usa tre livelli di tensione. Un'interfaccia MLT-3 emette meno interferenze elettromagnetiche e richiede meno larghezza di banda di molte altre interfacce binarie o ternarie che operano allo stesso tasso di dati (vedi PCM / quantizzazione) come la codifica Manchester o la codifica bipolare.

Esempio di codifica MLT-3. Le linee chiare indicano stati precedenti.

MLT-3 ha un andamento ciclico a livelli di tensione -1, 0, +1, 0. Si muove al prossimo stato per trasmettere a 1 bit e rimane nello stesso stato per trasmettere a 0 bit. Simile alla semplice codifica NRZI, la MLT-3 ha un'efficienza di codifica di 1 bit/baud, anche se richiede quattro transizioni (baud) per completare un ciclo intero (dal basso al medio, dal medio all'alto, dall'alto al medio, dal medio al basso). Inoltre, la frequenza massima fondamentale è ridotta a un quarto del tasso di baud. Questo fa sì che la trasmissione del segnale è riconducibile ai cavi di rame.
La codifica MLT-3 è stata introdotta inizialmente da Cisco Systems come schema di codifica FDDI per le interconnessioni di rame (TP-PMD, aka CDDI). Successivamente la stessa tecnologia fu usata nei sottolivelli 100BASE-TX che danno considerevoli similitudini tra FDDI e il livello di fissaggio delle 100BASE-[TF]X (sezione 25.3 delle specifiche IEEE 802.3-2002).
C'è da notare che quel sistema di segnalazione specificato dalla Ethernet 100BASE-T4, che ha tre livelli, non è compatibile con MLT-3. Infatti usa una conversione selettiva dalla base 2 alla base 3 con mappatura diretta delle cifre in base 3 in livelli a linea (codifica 8B6T).